# 부산시민공원
부산시민공원(釜山市民公園, 영어: Busan Citizens Park)은 대한민국 부산광역시 부산진구 범전동, 연지동 일원에 있는 공원이다. 면적은 473,911 m2이며, 기억, 문화, 즐거움, 자연, 참여의 5가지 테마로 구성되어 있다.
2010년 1월 27일 부산시청에서 주한 미군의 기지였던 캠프 하야리아의 부지를 반환받아 조성한 공원이다. 2011년 8월에 착공 하여 2014년 5월 1일 정식 개원하였다.

## 시설
- 공원역사관 (옛 장교클럽)
- 하야리아 잔디광장
- 방문자센터
- 문화예술촌 (옛 부대 하사관 숙소)
- 뽀로로도서관 (옛 퀀셋 막사)
- 흔적광장 (옛 영화관)
- 시민사랑채 (옛 학교)
- 다솜관 (옛 장교 관사)
- 숲속북카페 (옛 사령관 관사)
- 참여의 정원
- 부전천
- 전포천

## 교통

### 시내버스
- 중앙대로 구간 : 5-1, 10, 20, 29, 31, 33, 43, 52, 57, 62, 77, 80, 83, 86, 87, 99, 103, 110-1, 111, 124, 129-1, 141, 1010, 1002(심야)
- 새싹로 구간 : 54, 66, 81, 83-1, 88, 124, 133
- 동평로 구간 : 33, 44, 63, 179
- 월드컵대로 구간 : 54, 83-1

### 도시 철도
- 1호선 서면역 13번 출구에서 많이 걸어야함, 택시나 버스를 타는것을 추천
- 1호선 부전역 5번, 7번 출구

### 한국철도공사
- 부전역

## 같이 보기
- 캠프 하야리아

## 참고
1. ↑  조정조 (2010년 1월 27일). “‘하야리아’ 다시 품었다”…반환 현장”. 연합뉴스. 2014년 4월 19일에 확인함.
2. ↑  조정호 (2014년 4월 15일). “'드디어 시민의 품에'…부산시민공원, 첫 손님맞이”. 연합뉴스. 2014년 4월 19일에 확인함.
3. ↑  정종화 (2014년 4월 1일). “하늘에서 본 부산시민공원”. 부산일보. 2014년 4월 19일에 확인함.